# Hrabstwo Carroll (Arkansas)

Piramida wieku hrabstwa

Hrabstwo Carroll (ang. Carroll County) – hrabstwo w stanie Arkansas w Stanach Zjednoczonych.
Obszar całkowity hrabstwa obejmuje powierzchnię 638,81 mil2 (1655 km²). Według danych z 2010 r. hrabstwo miało 27 446 mieszkańców. Hrabstwo powstało 1 listopada 1833.

## Główne drogi
- U.S. Highway 62
- U.S. Route 62 Spur
- U.S. Highway 412
- Arkansas Highway 21
- Arkansas Highway 23
- Arkansas Highway 103
- Arkansas Highway 143
- Arkansas Highway 187
- Arkansas Highway 221
- Arkansas Highway 311
- Droga Lotnicza 980

## Sąsiednie hrabstwa
- Hrabstwo Stone (północ)
- Hrabstwo Taney (północny wschód)
- Hrabstwo Boone (wschód)
- Hrabstwo Newton (południowy wschód)
- Hrabstwo Madison (południe)
- Hrabstwo Benton (zachód)
- Hrabstwo Barry (północny zachód)

## Miasta
- Alpena
- Beaver
- Berryville
- Blue Eye
- Eureka Springs
- Green Forest
- Oak Grove

## CDP
- Holiday Island